# Johannes Bachmann (Synchronsprecher)
Johannes Bachmann (* 1992 in München) ist ein Schweizer Filmregisseur und Drehbuchautor. Er arbeitet gelegentlich auch als Schauspieler und Synchronsprecher.

## Biografie
Bachmann wuchs in einer Schweizer Musikerfamilie in München auf und drehte mit neun Jahren seine ersten Kurzfilme mit Lego-Figuren.
2012 studierte er „Bachelor of Arts in Film“ an der Zürcher Hochschule der Künste und wirkte bei eigenen Kurzfilmen auch als Regisseur und bei diversen Projekten als Kameramann oder Filmeditor mit. Viele seiner Regiearbeiten wurden mit Preisen ausgezeichnet und auf zahlreichen internationalen Festivals gezeigt.
Im Herbst 2016 begann er ein Filmregie-Masterstudium an der Zürcher Hochschule der Künste.
Bachmann lebt und arbeitet in Zürich.

## Filmografie
- 2009: Die Gittners (Dokumentarfilm)
- 2011: Ein grünes Blatt (filmische Gedichtinterpretation)
- 2011: Einmal Pizza Tonno mit extra Käse (Kurzfilm-Komödie)
- 2012: Die Üblichen Verdächtigen (Kurzfilm-Drama)
- 2012: Weniger ist mehr (Kurzfilm-Drama)
- 2013: An der Sihl (Kurzfilm-Drama)
- 2013: What It Feels Like (Experimentalfilm)
- 2014: Zimmer ohne Aussicht (Kurzfilm-Komödie)
- 2015: Die Kunst, meine Familie und ich (Essay-Kurzfilm)
- 2015: Driven (Kurzfilm-Horror)
- 2017: Einfach nicht machen ist Filme (Kurzfilm-Dada)
- 2017: In Takt (Kurzfilm-Drama)
- 2018: Intermezzo (Kurzfilm-Improvisation)
- 2018: Voyage (Kurzfilm-Experimental)
- 2018: Stilles Land Gutes Land (Kurzfilm-Drama)
- 2019: Nr. 47 (Serie, 3. Staffel)
- 2020: Der Film vom Propellermann (Kurzfilm-Komödie)
- 2021: Tschugger (Serie, 1. Staffel)
- 2022: Tschugger (Serie, 2. Staffel)
- 2023: Tschugger (Serie, 3. Staffel)

## Schauspiel- und Synchronrollen (Auswahl)
- 2003: Findet Nemo als Kaul (Tad)
- 2003: Bärenbrüder als Koda
- 2004: Die Kühe sind los als Schweinchen
- 2004: Die Geistervilla als Michael
- 2004: Saint Ralph als Chester Jones
- 2004: Lieber Frankie als Frankie
- 2007: Stadt, Land, Mord: Sittenwidrig (Fernsehserie) (Regie: Thomas Nennstiel) als Georg
- 2010: Aktenzeichen XY: Hammer Säge (Fernsehserie) (Regie: Thomas Pauli) als Mark
- 2011: SKY: Sport HD (Werbespot) (Regie: Wolf Erhardt)
- 2012: Wiederfleischwerdung (Kurzfilm) (Regie: Melanie Waelde) als Andreas
- 2012: Aktenzeichen XY: Double Gun (Fernsehserie) (Regie: Peter Ladkani) als Tim
- 2012: Tatort: Der tiefe Schlaf (Fernsehspielfilm) (Regie: Alexander Adolph) als Mark
- 2013: Aktenzeichen XY: Mobbing (Fernsehserie) (Regie: Peter Ladkani) als Täter
- 2013: Aktenzeichen XY: Fluss-Flucht (Fernsehserie) (Regie: Peter Ladkani) als Felix
- 2015: In Gefahr: Anja, zwischen zwei Welten (Fernsehserie) (Regie: Jörg Schmidt) als Falk Wagner
- 2015: In Gefahr: Mario – Rätselhafter Einbruch (Fernsehserie) (Regie: Andy Klein) als Mario Schneider
- 2017: Einfach nicht machen ist Filme (Kurzfilm) als Joggl